# Маттапони (индейская резервация)
Маттапони (англ. Mattaponi Reservation) — индейская резервация племени маттапони, расположенная в восточной части штата Виргиния, США.

## История
В 1607 году английский исследователь и путешественник Джон Смит встретился с представителями маттапони и составил первое документально оформленное письменное сообщение о контактах англичан с племенем. Традиционные земли племени находились в прибрежном регионе вдоль реки Маттапони на территории современного американского штата Виргиния. Маттапони были одним из шести основных племён Поухатанской конфедерации, политического союза алгонкинских племён во главе с верховным вождём.
В 1646 году, по завершении англо-поухатанских войн, маттапони подписали свой первый договор с англичанами. В 1658 году актом Генеральной ассамблеи Виргинии была создана индейская резервация Маттапони.

## География
Резервация состоит из одного участка земли, расположенного на полуострове Мидл в восточной части округа Кинг-Уильям, вдоль реки Маттапони. Общая площадь Маттапони составляет 0,311 км², из них 0,279 км² приходится на сушу и 0,032 км² — на воду. Штаб-квартира племени находится в городе Уэст-Пойнт

## Демография
В 1990 году в Маттапонии проживали 65 членов племени.
По данным федеральной переписи населения 2010 года, в резервации проживало 65 человек. Согласно федеральной переписи населения 2020 года в резервации проживало 48 человек, насчитывалось 25 домашних хозяйств и 30 жилых домов. Средний возраст, проживающих в Маттапони, составлял 57,7 лет. Средний доход на одно домашнее хозяйство в индейской резервации составлял 49 688 долларов США. Около 2 % всего населения находились за чертой бедности, в том числе ни одного из тех, кому ещё не исполнилось 18 лет, и 6,3 % старше 65 лет.
Расовый состав распределился следующим образом: белые — 9 чел., афроамериканцы — 0 чел., коренные американцы (индейцы США) — 34 чел., азиаты — 0 чел., океанийцы — 0 чел., представители других рас — 0 чел., представители двух или более рас — 5 человек; испаноязычные или латиноамериканцы любой расы составили 4 человека. Плотность населения составляла 154,3 чел./км².

## Комментарии
1. ↑  Сам населённый пункт не входит в состав резервации, а является лишь штаб-квартирой племени.